# Angelika Neuwirth
Angelika Neuwirth (geborene Kleinknecht; * 4. November 1943 in Nienburg/Weser) ist eine deutsche Arabistin und Islamwissenschaftlerin. Sie ist Seniorprofessorin für Arabistik an der Freien Universität Berlin, wo sie zuvor seit 1991 den Lehrstuhl für Arabistik innehatte.

## Leben
Angelika Neuwirth studierte 1963 Persische Literatur an der Universität Teheran, dann von 1964 bis 1967 Orientwissenschaften (Semitistik und Arabistik) und Klassische Philologie an der Georg-August-Universität Göttingen. Von 1967 bis 1970 studierte sie an der Hebräischen Universität Jerusalem Arabistik und Islamwissenschaft und beendete ihr Studium mit einem Abschluss als Magister Artium. Mit einer Arbeit zu ʿAbd al-Laṭīf al-Baġdādīs Bearbeitung von Buch Lambda der aristotelischen Metaphysik wurde sie 1972 an der Universität Göttingen zum Dr. phil. promoviert. 
Von 1972 bis 1975 erhielt Neuwirth ein Habilitationsstipendium der Deutschen Forschungsgemeinschaft. Mit Studien zur Komposition der mekkanischen Suren habilitierte sie sich 1977 an der Ludwig-Maximilians-Universität München in Arabistik und Islamwissenschaft. Anschließend lehrte Neuwirth sechs Jahre lang Arabische Philosophie an der Universität von Jordanien in Amman. Von 1981 bis 1983 leitete sie dort eine Sektion an der Royal Academy for Islamic Civilization. 
Nach mehreren Lehrstuhlvertretungen und Gastprofessuren übernahm sie 1991 den Lehrstuhl für Arabistik an der Freien Universität Berlin. Von 1994 bis 1999 war sie Direktorin der Orient-Institute der Deutschen Morgenländischen Gesellschaft in Beirut und Istanbul. 1999 kehrte sie zu ihrem Lehrstuhl in Berlin zurück. Angelika Neuwirth war assoziierte Ko-Direktorin des Zentrums für Literatur- und Kulturforschung Berlin.
Neuwirth gehört dem Wissenschaftlichen Beirat des Zentrums für Jüdische Kulturgeschichte an der Universität Salzburg an.

## Forschungsschwerpunkte
Neuwirth forscht einerseits auf dem Gebiet der klassisch-arabischen Literatur, insbesondere des Koran und dessen spätantikem Kontext. Andererseits ist sie in den Forschungsschwerpunkten der modernen Literatur der Levante und der Literatur zum israelisch-palästinensischen Konflikt tätig. Neuwirth leitet Forschungsprojekte an der Berlin-Brandenburgischen Akademie der Wissenschaften, im Sonderforschungsbereich Ästhetische Erfahrung der Freien Universität Berlin, am Zentrum für Literatur- und Kulturforschung Berlin und am Wissenschaftskolleg zu Berlin.
Angelika Neuwirth weist darauf hin, dass die Wissenschaft des Judentums in islamwissenschaftlichen Forschungsarbeiten des 19. und frühen 20. Jahrhunderts eine bedeutende Rolle einnimmt. Die historisch-kritische Koranforschung deutschsprachiger Juden des 19. Jahrhunderts beginnt mit Abraham Geigers Dissertation „Was hat Mohammed aus dem Judenthume aufgenommen?“ (1833) und Gustav Weils „Historisch-kritische Einleitung in den Koran“ (1844). Diese Forschungsarbeiten, ein später Ableger der jüdischen Aufklärung, wurden mit Ignaz Goldzihers Muhammedanische Studien und seinen Vorlesungen über den Islam zu Beginn des 20. Jahrhunderts fortgesetzt, bis zur Schließung der Hochschule für die Wissenschaft des Judentums im Jahre 1942 und dem gewaltsamen Abbruch dieser Tradition durch das nationalsozialistische Regime.
Seit 2007 ist Angelika Neuwirth die Leiterin des Forschungsvorhabens Corpus Coranicum, das die Erstellung einer historisch-kritischen Dokumentation des Korantextes samt literarkritischem Kommentar zum Ziel hat. Diesem Vorhaben liegt in weiten Teilen ein von Gotthelf Bergsträßer erstelltes Fotoarchiv zugrunde, das Neuwirth von ihrem Lehrer Anton Spitaler erhielt. Spitaler hatte lange Zeit behauptet, das überaus wichtige Archiv sei im Zweiten Weltkrieg in München verbrannt.

## Auszeichnungen (Auswahl)
- 1996: Bundesverdienstkreuz 1. Klasse (Verdienste um die kulturelle Zusammenarbeit zwischen der Bundesrepublik Deutschland und der Libanesischen Republik).
- 2006: Förderpreis der Fritz Thyssen Stiftung und der Volkswagenstiftung[5]
- 2008: Mitglied der Nationalen Akademie der Wissenschaften Leopoldina (Sektion Kulturwissenschaften)[6]
- 2009: Ehrendoktorwürde der Universität Bamberg[7]
- 2010: Wissenschaftspreis der Fritz-Behrens-Stiftung[8]
- 2011: Ernennung zum Foreign Honorary Member (Ehrenmitglied) der American Academy of Arts and Sciences[9]
- 2013: Ehrendoktorwürde der Universität Salzburg
- 2013: Sigmund-Freud-Preis für wissenschaftliche Prosa
- 2013: Muhammad-Nafi-Tschelebi-Preis
- 2015: Theologischer Preis der Salzburger Hochschulwochen
- 2015: Dr.-Leopold-Lucas-Preis
- 2017: Erwin-Stein-Preis[10]
- 2018: Mitglied der British Academy

## Veröffentlichungen

### Monografien
- Abd al-Lathîf al-Bagdâdî’s Bearbeitung von Buch Lambda der aristotelischen Metaphysik. Wiesbaden: Steiner 1976. (Veröffentlichungen der Orientalischen Kommission der Mainzer Akademie der Wissenschaften und der Literatur 27.), ISBN 978-3-447-03563-7 (Überarbeitete Fassung der Dissertation in Göttingen 1972)
- Studien zur Komposition der mekkanischen Suren. Berlin und New York: de Gruyter 1981 (Studien zur Sprache, Geschichte und Kultur des islamischen Orients. Neue Folge. Band 10), ISBN 3-11-007547-4 (Überarbeitete Fassung der Habilitation in München 1976)
- Studien zur Komposition der mekkanischen Suren. Die literarische Form des Koran. Ein Zeugnis seiner Historizität? Zweite durch eine korangeschichtliche Einführung erweiterte Auflage. Berlin und New York: de Gruyter 2007 (Studien zur Geschichte und Kultur des islamischen Orients. Neue -Folge. Band 10), ISBN 978-3-11-019233-9
- Der Koran als Text der Spätantike. Ein europäischer Zugang. Berlin: Verlag der Weltreligionen 2010, ISBN 978-3-458-71026-4.
- Der Koran. Handkommentar mit Übersetzung. Band 1: Frühmekkanische Suren. Poetische Prophetie. Berlin: Verlag der Weltreligionen 2011, ISBN 978-3-458-70034-0
- Koranforschung – eine politische Philologie?. Bibel, Koran und Islamentstehung im Spiegel spätantiker Textpolitik und moderne Philologie. Berlin und Boston: de Gruyter 2014. (Litterae und Theologica. Band 4.), ISBN 978-3-11-033927-7
- Scripture, Poetry and the Making of a Community. Reading the Qur’ân as a Literary Text. Oxford: University Press 2014. (The Institute of Ismaili Studies. Qur’ânic Studies Series. Volume 10.), ISBN 978-0-19-870164-4
- Der Koran. Handkommentar mit Übersetzung. Band 2.1: Frühmittelmekkanische Suren. Das neue Gottesvolk. Biblisierung des altarabischen Weltbildes. Berlin: Verlag der Weltreligionen 2017, ISBN 978-3-458-70039-5
- Wie entsteht eine Schrift in der Forschung und in der Geschichte? Die Hebräische Bibel und der Koran. Mohr Siebeck, Tübingen 2017, ISBN 978-3-16-155242-7 (Dankesrede zur Entgegennahme des Lucas-Preises).
- Die koranische Verzauberung der Welt und ihre Entzauberung in der Geschichte. Freiburg: Herder 2017. (Veröffentlichungen der Papst-Benedikt XVI.-Gastprofessur an der Fakultät für Katholische Theologie der Universität Regensburg. Ohne Bandangabe), ISBN 978-3-451-34972-0
- The Qur’ân and late antiquity. A shared heritage. Oxford: University Press 2019. (Oxford Studies in Late Antiquity. Volume 9.), ISBN 978-0-19-992895-8
- Der Koran. Handkommentar mit Übersetzung. Band 2.2: Spätmittelmekkanische Suren. Von Mekka nach Jerusalem. Der spirituelle Weg der Gemeinde heraus aus säkularer Indifferenz und apokalyptischem Pessimismus. Berlin: Verlag der Weltreligionen 2021. (Zusammen mit Dirk Hartwig,), ISBN 978-3-458-70057-9
- Zwischen Tempel und Zitadelle. Die Zerstörung des Jerusalemer Tempels und seine Erneuerung im Islam Berlin und Boston: de Gruyter 2022. (Julius-Wellhausen-Vorlesung. Band 10.), ISBN 978-3-11-078945-4
- The Qur’ân. Text and Commentary. Volume 1: Early Meccan Suras. Poetic Prophecy. Yale: University Press 2022, ISBN 978-0-300-23233-2

### Herausgeberschaft
- Kulturelle Selbstbehauptung der Palästinenser. Survey der modernen Palästinensischen Dichtung. Herausgegeben von Angelika Neuwirth und anderen. Würzburg: Ergon 2001 (Beiruter Texte und Studien. Band 71), ISBN 978-3-89913-070-6
- Arabic Literature – Postmodern Perspectives. Herausgegeben von Angelika Neuwirth und anderen. München: Edition text und Kritik 2004, ISBN 978-3-88377-766-5. Nachdruck in London: Saqi 2010, ISBN 978-0-86356-694-3
- Ghazal as world literature I. Transformations of a literary genre. Herausgegeben von Thomas Bauer und Angelika Neuwirth. Würzburg: Ergon 2005. (Beiruter Texte und Studien. Band 89), ISBN 3-89913-406-0
- Ghazal as world literature II. From a literary genre to a great tradition. The ottoman gazel in context. Herausgegeben von Angelia Neuwirth und anderen. Würzburg: Ergon 2006. (Istanbuler Texte und Studien. Band 4), ISBN 978-3-89913-479-7
- „Im vollen Licht der Geschichte“. Die Wissenschaft des Judentums und die Anfänge der kritischen Koranforschung. Herausgegeben von Angelika Neuwirth und anderen. Würzburg: Ergon 2008. (Ex Oriente Lux. Band 8), ISBN 978-3-89913-478-0.
- The Qurʾān in Context. Historical and literary investigations into the qurʾānic milieu. Herausgegeben von Angelika Neuwirth und anderen. Leiden und Boston: Brill 2009, ISBN 978-90-04-17688-1 (Zweite Auflage 2011.)
- Europa im Nahen Osten – Der Nahe Osten in Europa. Herausgegeben von Angelika Neuwirth und Günter Stock. Berlin: Akademie 2010. (Berlin-Brandenburgische Akademie der Wissenschaften.), ISBN 978-3-05-004905-2
- Denkraum Spätantike. Reflexionen von Antiken im Umfeld des Koran. Herausgegeben von Angelika Neuwirth und anderen. Wiesbaden: Harrassowitz 2016. (Episteme in Bewegung. Band 5.), ISBN 978-3-447-10599-6

### Aufsätze
- Zur Struktur der Yusuf-Sure. In: Studien aus Arabistik und Semitistik. Anton Spitaler zum siebzigsten Geburtstag von seinen Schülern überreicht. Herausgegeben von Werner Diem und Stefan Wild. Wiesbaden: Harrassowitz 1980, S. 123–152.
- Ha-roman ‘Al-Mutasha’il’ me’et Emil Habibi ke-nisayon le-demitizatsiya shel ha-historiya. (Emil Habibis Roman 'Der Peptimist' als Versuch einer Entmythisierung von Geschichte.) In: Ha-Mizrah he-hadash. Jerusalem, 35 (1993), S. 88–101 (hebräisch).
- Miḥnat al-adab al-muzmina. Qiyam man yajib an tasūd fī l-mujtama‘? Al-Qaḍiyya llatī taṭraḥuhā l-maqāma al-Ramliyya li-Abī Muḥammad al-Qāsim al-Ḥarīrī. (Die endlose Malaise der Literaten: Wessen Werte sollen die Gesellschaft bestimmen? Der von der Maqama von Ramleh aufgeworfene Rechtsfall.) In: al-Adab, Beirut, 9–10 (1997), S. 70–75 (arabisch)
- Du texte de récitation au canon en passant par la liturgie. A propos de la génèse de la composition des sourates et de sa redissolution au cours du développement du culte islamique. In: Arabica 47/2 (2000), S. 194–229 (französisch)
- Zur Archäologie einer Heiligen Schrift. Überlegungen zum Koran vor seiner Kompilation. In: Streit um den Koran. Die Luxenberg-Debatte. Standpunkte und Hintergründe. Herausgegeben von Christoph Burgmer. Berlin: Schiler 2004, S. 82–97.
- Emblems of Exile. Layla and Majnun in Egypt, Palestine, Israel and Lebanon. In: Mélanges´de l’Université Saint-Joseph 58 (2005), S. 163–190.
- Biblische Bücher in Arabischer Dichtung. Mahmud Darwishs Palästinensische Lektüre der biblischen Bücher Genesis, Exodus und Hohelied. In: Zeitschrift für Germanistik. Neue Folge 13 (2005) S. 157–182.
- Blut und Tinte, Opfer und Schrift. Biblische und koranische Erinnerungsfiguren im vorderorientalischen Märtyrerdiskurs. In: Tinte und Blut. Politik, Erotik und Poetik des Märtyrertums. Herausgegeben von Andreas Krass und Thomas Frank. Frankfurt am Main: S.Fischer 2008, S. 25–58.
- La transmission de l’Ecrit céleste. In: Religions & Histoire. Aux Origines du Coran 1 (2008) S. 44–51 (französisch).
- Vexierbilder. Mahmud Darwish zwischen hebräischem und arabischem Literaturkanon. In: Akzente. Zeitschrift für Literatur, 5 (2009), S. 411–431.
- Zeit und Ewigkeit in den Psalmen und im Koran (Ps 136 und Sure 55). In: Zeit und Ewigkeit als Raum göttlichen Handelns. Religionsgeschichtliche, theologische und philosophische Perspektiven. Herausgegeben von Reinhard Kratz und Hermann Spieckermann. Berlin und New York: de Gruyter 2009, S. 319–342.
- Eine europäische Lektüre des Koran. Koranwissenschaft in der Tradition der wissenschaft des Judentums. In: Europa im Nahen Osten – Der Nahe Osten in Europa. Herausgegeben von Angelika Neuwirth und Klaus von Stosch. Berlin: Akademie 2010, S. 107–129.
- Der Qur’ân – Islamisches Erbe und spätantikes Vermächtnis an Europa. In: Herausforderungen an die islamische Theologie in Europa. Challenges for Islamic Theology in Europe. Herausgegeben von Mouhanad Khorchide und Klaus von Stosch. Freiburg: Heder 2012, S. 31–49.
- Via causalitatis as a shared hermeneutical perspective in biblical wisdom texts and in the Qur’ân?. Divine Speech in the book of job and in the qur’ânic creation records. In: Durchblicke. Horizonte jüdischer Kulturgeschichte. Herausgegeben von Susanne Plietzsch und Armin Eidherr. Berlin: Neofelis 2018, S. 75–93 (englisch).
- Jerusalems zerstörter Tempel und seine Stellvertreter. Stadt und Religion in Jerusalem: irdisch und himmlisch und politisch. In: Transkulturelle Hermeneutik II. Beiträge auf Einladung der Abteilung für deutsche Sprache und Literatur an der Hebräischen Universität in Jerusalem. Herausgegeben von Michael Fisch und Amir Engel. Berlin: Weidler 2021, S. 193–219. (Beiträge zur transkulturellen Wissenschaft. Band 13.)